# In Darkness (película de 2018)
In Darkness es una película de suspense, dirigida por Anthony Byrne y escrita por Byrne y Natalie Dormer. Es protagonizada por Dormer, Emily Ratajkowski, Ed Skrein, Joely Richardson, Neil Maskell, James Cosmo y Jan Bijvoet. La película fue estrenada el 25 de mayo de 2018, por Vertical Entertainment.

## Sinopsis
Sofia McKendrick (Natalie Dormer) es una pianista ciega quien reside en un departamento en Londres y vive atormentada por el asesinato de su familia a manos de paramilitares serbios. Su vecina, Veronique (Emily Ratajkowki), es la hija del filántropo serbio Zoran Radic (Jan Bijvoet), quien ha cometido crímenes de guerra durante la guerra de Bosnia, y de quien se sospecha que dirige una organización criminal en la actualidad. A pesar de la controversia que rodea la familia de Veronique, Sofia parece llevarse bien con ella, aunque últimamente sospecha que algo anda mal. Después de una discusión en un ascensor, Veronique se acerca a Sofia y sin que ella lo sepa, le desliza una memoria USB y luego le dice que la marca del perfume que ella usa es "Liquid Gold". Una noche, Sofia escucha ruidos de pelea que provienen del departamento de Veronique y presencia cómo esta cae al piso, muriendo. Sin embargo, Sofia niega haber presenciado algo cuando es interrogada por el detective Mills (Neil Maskell), reteniendo la memoria USB.
Poeteriormente, Sofia va a un evento organizado por Radic, donde ella fue invitada a tocar. Allí, logra escuchar a Radic y sus asociados discutir las circunstancias de la muerte de Veronique, revelándose que él estuvo detrás de la misma. Alexandra Gordon (Joely Richardson), Jefa de Seguridad de Radic, y su hermano Marc (Ed Skrein) tienen una charla discreta donde se revela que Veronique estaba embarazada de doce semanas y que Marc fue enviado a asesinarla, también se revela que Marc y Veronique estaban teniendo una aventura amorosa y que probablemente él sea el padre del niño no nato. Radic comienza a fijarse en Sofia, debido a su conexión con Veronique, por lo cual Sofia se ve obligada a evadir tanto a las preguntas de la policía como a los hombres de Radic que vigilan su departamento.
Marc rescata a Sofia cuando un grupo de hombres intenta violarla en la calle y, posteriormente, la salva de un intento de secuestro y tortura. Sofia empieza a pasar algo de tiempo con Marc y se entera de los pormenores de su relación con Veronique, donde él le dice que esta se suicidó, presa de la paranoia. Esto, a su vez, lleva a que Sofia y Marc tengan relaciones sexuales. Posteriormente, Sofia se encuentra con Niall (James Cosmo), su padre adoptivo, y se revela que ella tiene su vendetta personal contra Daric. Ella le entrega la memoria USB y le dice que la contraseña para acceder es "Liquid Gold". La memoria tiene información sobre las operaciones ilegales de Radic. Sofia recuerda que, si bien ella era ciega, tenía una hermana llamada Belma quien sí podía ver pero simulaba ser ciega para ayudar a su hermana. También se cuenta que la familia de Sofia era amiga de Radic cuando vivían en Bosnia, pero Radic los traicionó y personalmente condujo al grup de paramilitares cuando masacraron a la familia de Sofia. Niall era un soldado que rescató y protegió a Sofia por años mientras ella planeaba su venganza. También se revela que Veronique había planeado exponer la verdad sobre los crímenes cometidos por su padre, pero sabía que sus días estaban contados; es por ello que le dejó la memoria USB a Sofia.
Sofia se entera de que Alexandra también está buscando la memoria USB, con la idea de utilizarla para usurpar el lugar de Radic y quedarse con sus operaciones. Sofia le da a Alexandra una copia de la memoria USB a cambio de tener un momento a solas con Redric luego del funeral de Veronique. Una vez que ambos están solos en el auto de Redric, Sofia le coloca un cuchillo en el cuello, donde este se da cuenta de la verdad acerca de Sofia y de sus motivos. Radric, a su vez, le confiesa que él estaba enamorado de su madre y que la había violado, dando a luz a una niña meses después, y que está convencido de que Sofia es la niña producto de dicha violación. Radic se va, mientras Sofia queda devastada luego de las palabras de Radic. Mientras tanto, el detective Mills está indagando acerca del pasado de Sofia y descubre que "Sofia" es tan solo un alias; la verdadera Sofia era la hija biológica de Niall, quien falleció siendo pequeña, y que Niall llamó a Belma con el nombre de Sofia luego de ponerla bajo su cuidado. Poco después, Niall fallece en el hospital.
Cuando Radic se entera de la traición de Alexandra, ordena su asesinato. A pesar de que es su hermana, Marc abandona a Alexandra a su propia suerte debido a estar indirectamente involucrada en la muerte de su hijo no nacido. Radic conduce hasta el departamento de Sofia con la intención de matarla personalmente, mientras Marc también se dirige allí apresuradamente intentando rescatarla. Mientras tanto, el detective Mills está viendo unas filmaciones de las cámaras de seguridad del precinto policial, de cuando Sofia estuvo allí, y ve a Sofia como si estuviera con la mirada fija en algo. Cuando se dirige a la oficina de entrada buscando café, observa que ella estaba de frente a un póster con la imagen de Marc y se dirige apresuradamente al apartamento de Sofia. Allí, Marc deja fuera de combate a los hombres de Radic que vigilaban la entrada, mientras Sofia se enfrenta a Radic, en aparente desventaja. Radic parece tener el control de la pelea y está a punto de matar a Sofia, cuando esta agarra un pedazo de un espejo roto y se lo clava en el cuello. En ese momento entra Marc y arroja a Radic por la ventana, quien cae sobre una verja, donde queda empalado y muere.
Mientras Sofia sana las heridas de Marc hay una última revelación: Sofia nunca fue ciega, y podía ver perfectamente todo el tiempo. Un flashback muestra que durante la masacre en que murió su familia, su hermana ciega fue quien falleció. Sofia, cuyo nombre verdadero es Balma, asumió la identidad de su hermana muerta y fingió ceguera durante años. Debido a que podía ver, observó el póster de "Buscado" de Marc en la comisaría, enterándose de que era un fugitivo de la justicia. La película finaliza con Marc pidiéndole que escape. Marc decide asumir la culpa de la muerte de Redic y Sofia huye del departamento.

## Reparto
- Natalie Dormer como Sofia.[2][3][4]
- Emily Ratajkowski como Veronique
- Ed Skrein
- Joely Richardson como Alex.
- Olegar Fedoro como Sacerdote Ortodoxo.
- James Cosmo como Niall.
- Neil Maskell como Mills.
- Jan Bijvoet como Radic.

## Estreno
En febrero de 2018, Vertical Entertainment adquirió los derechos de distribución de la película en Estados Unidos. Se estrenó el 25 de mayo de 2018.

## Recepción
In Darkness recibió reseñas mixtas a positivas de parte de la crítica, y mixtas a negativas de parte de la audiencia. En Rotten Tomatoes, la película obtuvo una aprobación de 62%, basada en 13 reseñas, con una calificación de 5.2/10, mientras que de parte de la audiencia tuvo una aprobación de 33%, basada en 136 votos, con una calificación de 2.8/5.
Metacritic le dio a la película una puntuación de 59 de 100, basada en 7 reseñas, indicando "reseñas mixtas o promedio". En el sitio IMDb los usuarios le han dado una calificación de 5.8/10, sobre la base de 1157 votos. En la página FilmAffinity tiene una calificación de 5.6/10, basada en 52 votos.